# Chuuk (atol)
Chuuk, dawniej Truk – największy atol Mikronezji i stanu Chuuk.

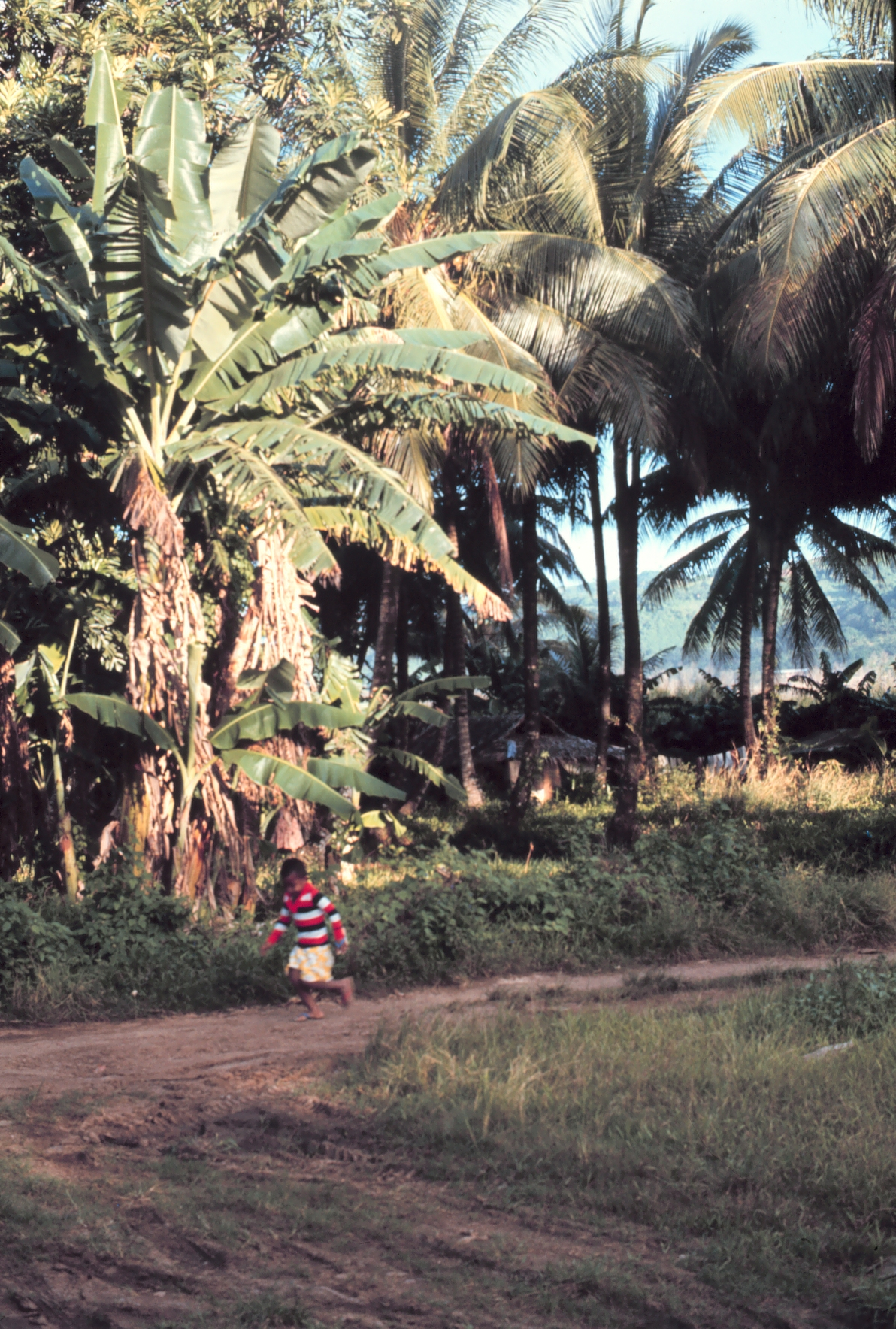
Krajobraz Chuuk

W jego skład wchodzi kilkadziesiąt wysp i wysepek, z których największe to: Wonei, Tol, Polle, Paata, Udot, Fefan, Uman, Tonowas, Weno. Część z wysp tworzy dwie grupy: Faichuk Islands i Nomoneas Islands. Od południa graniczy z wyspami niezamieszkany atol Neoch. Najwyższym wzniesieniem wysp jest Winipot (443 m n.p.m.) leżący na wyspie Tol. Drugim co do wysokości wzniesieniem jest Tonoken (370 m n.p.m.) leżący na wyspie Weno.
Większość mieszkańców wysp stanowią Chuukańczycy, a największymi miejscowościami jest Weno (stolica stanu) i Tol.

## Historia
Podczas II wojny światowej, atol znany wówczas jako Truk był jedną z najważniejszych baz japońskiej cesarskiej marynarki wojennej, zajmując strategiczną centralną pozycję między Japonią, bazą Rabaul w Archipelagu Bismarcka, Wyspami Salomona i atolem Eniwetok na Wyspach Marshalla. Płytka i rozległa laguna zapewniała dobre kotwicowisko, osłonięte wokół rafą koralową i górzystymi wysepkami. Od 1 lipca 1942 roku atol był główną bazą japońskiej Połączonej Floty i stanowił też punkt przeładunkowy zaopatrzenia i sprzętu w drodze z Japonii na wyspy południowego Pacyfiku. Na wyspach umieszczono w tym okresie niewielką liczbę dział nadbrzeżnych. W dniach 17-18 lutego 1944 flota japońska znajdująca się w atolu była celem zmasowanych nalotów lotnictwa amerykańskiego, po których baza przestała pełnić swoją funkcję.

## Przypisy

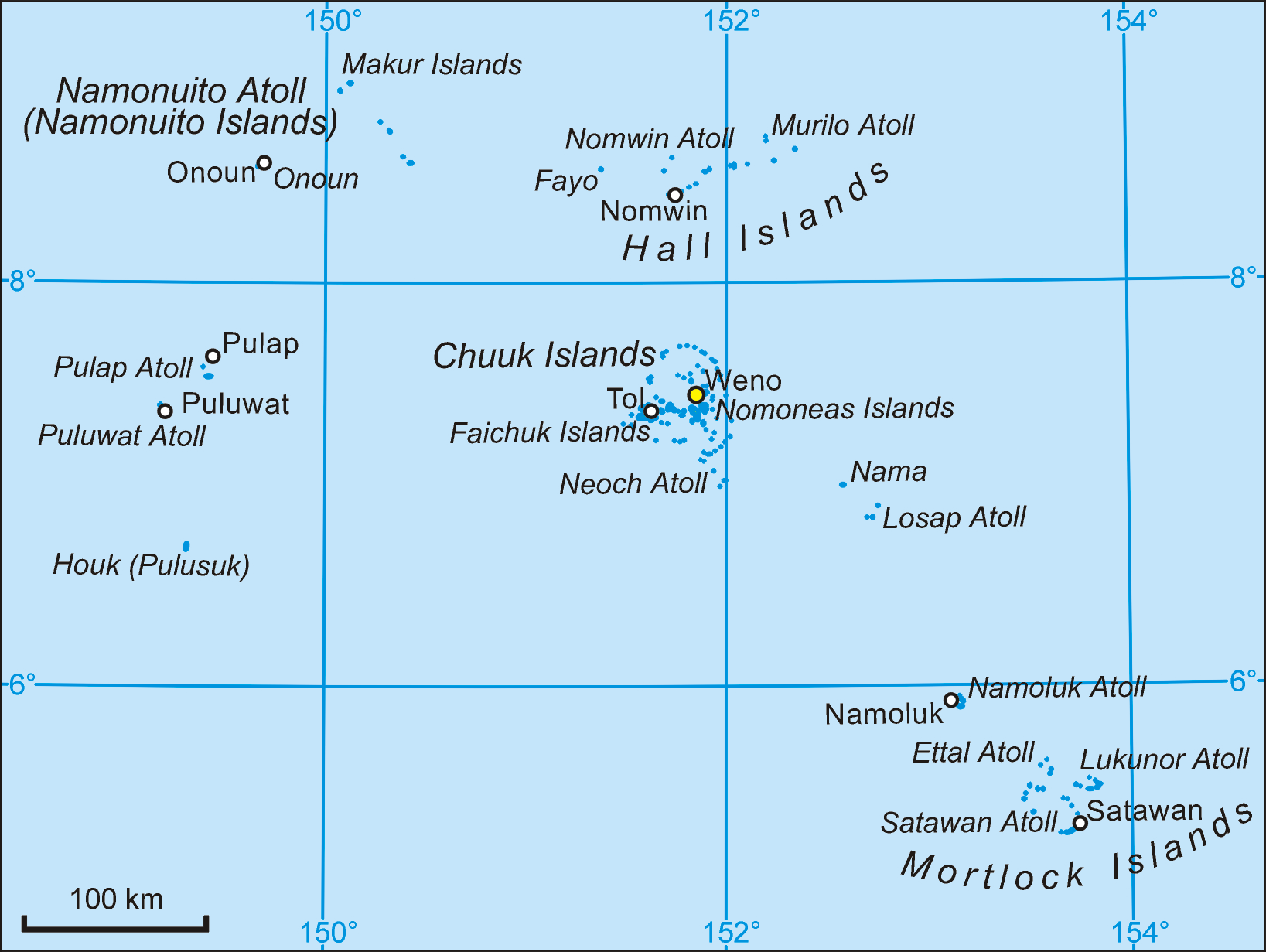
Mapa stanu Chuuk